# 廣益國際
廣益國際集團有限公司（上市原代號：0530.HK），曾是把益通國際集團換取在香港交易所上市，也是曾經經營生產紹興酒、駝鳥（屬於高風險行業）、賭船、餐廳、紅酒業務，當時是廣南（集團）大股東

## 連結
- 高銀金融資料
- 廣益國際內幕交易案（只提供英文版） （页面存档备份，存于）